# Svarttjärnen (Resele socken, Ångermanland, 702630-155433)
Svarttjärnen är en sjö i Sollefteå kommun i Ångermanland och ingår i Ångermanälvens huvudavrinningsområde. Sjön har en area på 0,119 kvadratkilometer och ligger 178,2 meter över havet.

## Delavrinningsområde
Svarttjärnen ingår i det delavrinningsområde (702255-155321) som SMHI kallar för Inloppet i Långsjön. Medelhöjden är 220 meter över havet och ytan är 44,07 kvadratkilometer. Det finns inga avrinningsområden uppströms utan avrinningsområdet är högsta punkten. Långsjöån (Björssjöån) som avvattnar avrinningsområdet har biflödesordning 3, vilket innebär att vattnet flödar genom totalt 3 vattendrag innan det når havet efter 72 kilometer. Avrinningsområdet består mestadels av skog (88 procent). Avrinningsområdet har 0,62 kvadratkilometer vattenytor vilket ger det en sjöprocent på 1,4 procent.